# برشلونة موسم 2011–12
كان موسم 2011–12 هو الموسم الـ81 لنادي برشلونة في الدوري الإسباني، وشهد الموسم أول ظهور لنادي برشلونة وهو يحمل اسم الراعي الجديد (مؤسسة قطر) بعد أن تم التوصل لاتفاق في 2010 على رعاية النادي لمدة خمس سنوات ونصف بقيمة 170 مليون يورو. واستمرار رعاية اليونيسف وانتقل الاسم إلى الجزء السفلي من ظهر القميص.

## الانتقالات
- أليكسيس سانشيز انتقل من نادي أودينيزي الإيطالي في 20 يوليو 2011.
- سيسك فابريغاس انتقل من نادي آرسنال الإنجليزي في 14 أغسطس 2011.[3][4][5][6][7]

وحصد برشلونة في أول ظهور له في الموسم كأس السوبر الإسباني في نظام الذهاب والإياب كان الذهاب في ملعب السنتياغو برنابيو والذي تعادل فيه برشلونة مع ريال مدريد 2-2 وكان لقاء العودة في ملعب الكامب نو وفاز برشلونة هناك 3-2 على ريال مدريد ليحصد برشلونة لقب السوبر الإسباني وحصد برشلونة أيضا لقب خوان جامبر الودي بعد فوزه على نابولي 5-0 وفاز برشلونة بكأس السوبر الأوروبي بعد فوزه على نادي بورتو البرتغالي 2-0